# 宮田直哉
宮田直哉（みやた　なおや、1991年  -）は、福岡県出身の日本の詩人。日本詩人クラブ所属。

## 概要
津村信夫や野村英夫などの四季派の詩人達やフランシス・ジャムの影響で詩作を始める。

2016年より同人誌「野ばら」の編集部にくわわり、中心メンバーとして活動を行い、自身も詩や随想などを掲載する。

野ばら創刊と同時期に服部剛門下となり、本格的に詩人としての道を歩み始め、文治堂書店の詩人曽我貢誠が編集する詩誌『とんぼ』に参加する。また、2020年には、服部指導のもと、「夏の物語と歌」を水声社から出版した。

その詩は、「いくつもの美しい絵画をみるよう」と服部に評価されている。

## 詩集
- 『夏の物語と歌』2020年 (水声社)

## 詩誌
- とんぼ　（文治堂書店）